# Oldan
OLDAN (acronyme de Daniel Olive), né en 1960 à Paris, est un chanteur, parolier, comédien et auteur de théâtre français.

## Carrière
En 2003, sous le pseudonyme de Mr Max, Oldan crée le Cabaret des Fous (devenu le Laurette théâtre) et dirige la troupe du Cabaret qui se produit durant trois années au Zèbre de Belleville et à laquelle participent, entre autres, Stéphane Murat, Ben, Olivier Sauton, Patrik Cottet-Moine, Mathieu Madenian, Gilliane Kim, Chraz...
C'est en 2010 qu'Oldan sortira son premier album, Memento, où l'on ressent déjà les influences de Bashung et Arno. Il est l'auteur de tous les textes de ses chansons. 
Deux ans plus tard, le projet sruomA naît sous la forme d'un CD/DVD, mêlant musique et image. Oldan se met a nu et parle d'amour, de sexe et de sentiments. Afin de garder la spontanéité du projet, la musique est enregistrée en deux jours (la plupart des voix sont des premières prises), et le DVD est réalisé par Quino Gonzalez en dix jours au studio d'enregistrement. Il en résulte une création intrigante et envoûtante.
En 2013, Oldan se consacre au théâtre. Il écrit et joue deux pièces : Serial K. et Oscar Wilde est mort, au Festival Off d'Avignon, avec laquelle il rencontre un certain succès. L'année suivante, il écrit et interprète Confessions d'un homme normal, puis en 2015, Les Fleurs du mal sont fanées, mon Amour et Boire, baiser, écrire (Un air de Bukowski).
Simultanément, il sort l'album de musique Serial K., où il traite de la part sombre de l'être humain, inspiré de la pièce éponyme créée deux ans plus tôt.
En 2016 paraît Anar Chic Album,, dans lequel on retrouve le titre A qui pensais-tu ? en duo avec Jil Caplan. A l'occasion de la sortie de l'album, Oldan a été interviewé par Alain Pilot dans l'émission La Bande Passante de RFI. 
En juin 2017, il sort un double-cd, Nouvelles album, alchimie subtile de textes et de musiques, mis en avant par le titre Voler ou pas, coup de cœur FIP.
Au cours d'une résidence au Théâtre Les Déchargeurs de trois jours, il est invité par Marlène Bouvier sur Radio Libertaire le 14 juin 2018 afin de parler de sa création musicale et théâtrale. 
Le 21 novembre 2020, il sort Humain Moderne. L’enregistrement de cet album s’est terminé le 16 mars 2020 à 15h, quelques instants avant que le pays n’entre « en guerre ». Dans ce 6ème album, treize titres où on retrouve un regard, le travail sur les mots qui s’accrochent aux musiques inspirées de Patrick Matteis. Se glisse aussi un hommage facétieux à Gainsbourg « C’est un homme amoureux mais il est trop tard, enlevez les guitares ! », Gainsbourg qui disait que, quand le titre était trouvé, le plus dur était fait. L’album se termine sur un clin d’œil : « La fin du monde, etc. ».

## Discographie
- 2010 : Memento
- 2012 : sruomA
- 2015 : Serial K.
- 2016 : Anar Chic Album
- 2017 : Nouvelles Album
- 2020 : Humain Moderne
- 2022 : Scène Occupation
- 2023: EP 0/1
- 2024: EP 0/2

## Théâtre
- 2013 : Serial K.
- 2013 : Oscar Wilde est mort
- 2014 : Confession d'un homme normal
- 2015 : Boire, baiser, écrire (Un air de Bukowski)
- 2015 : Les Fleurs du Mal sont fanées, mon Amour
- 2017 : L'homme inouï